# Thái Nguyên hầu
Sái Nguyên hầu (chữ Hán: 蔡元侯; trị vì: 456 TCN-451 TCN), là vị vua thứ 24 của nước Sái – chư hầu nhà Chu trong lịch sử Trung Quốc.
Sái Nguyên hầu là con của Sái Thanh hầu - vua thứ 23 nước Sái. Năm 457 TCN, Sái Thanh hầu mất, Sái Nguyên hầu lên nối ngôi.
Sử sách không ghi chép sự kiện xảy ra liên quan tới nước Sái trong thời gian ông làm vua.
Năm 451 TCN, Sái Nguyên hầu mất. Ông ở ngôi được 6 năm. Con ông là Cơ Tề lên nối ngôi, tức là Sái hầu Tề.